# メイレイ
メイレイ（Mêlée）は、アメリカ合衆国カリフォルニア州オレンジカウンティ出身の4人組ロックバンドである。

## 略歴
1999年にバンドを結成。インディーズ・レーベル「Sub City」と契約ののち、2004年にファースト・アルバム『エヴリデー・ビヘイヴィア』をリリース。
その後、メジャーレーベルのワーナーと契約。2007年4月3日に、メジャー・デビュー・アルバムとして『デヴィルズ・アンド・エンジェルズ』を全米リリース。日本盤も、2007年8月にワーナーミュージック・ジャパンより発売された。
2008年1月には、初の来日公演（大阪、名古屋、東京）を行った。

## メンバー

### 解散時のメンバー
- クリス・クロン (Chris Cron) - ボーカル、キーボード、ギター
- リッキー・サンズ (Ricky Sans) - ギター、ボーカル
- ライアン・マロイ (Ryan Malloy) - ベース、ボーカル
- デレク・リー・ロック (Derek Lee Rock) - ドラム

### 元メンバー
- マイク・ネーダー (Mike Nader) - ドラム
- イスラエル・ビジャヌエバ (Israel Villanueva) - ドラム、ボーカル
- マイケル・アミコ (Michael Amico) - ドラム
- リナ・シンプソン (Lina Simpson) - キーボード、ボーカル

## ディスコグラフィ

### スタジオ・アルバム
- 『エヴリデー・ビヘイヴィア』 - Everyday Behavior (2004年、Sub City/Hopeless)
- 『デヴィルズ・アンド・エンジェルズ』 - Devils & Angels (2007年、Warner Bros.)
- 『ザ・マスカレード』 - The Masquerade (2010年、Warner Bros.)